# Andrzej Zbigniew Zalewski (filozof)
Andrzej Zbigniew Zalewski (ur. 1952 w Łodzi, zm. 25 lipca 2021) – polski filozof, filmoznawca, profesor nauk humanistycznych. Zajmował się fenomenologią oraz filozofią filmu.

## Życiorys
Studiował na Uniwersytecie Łódzkim. W 1976 roku ukończył filologię polską (specjalność: filmoznawstwo), a w 1979 roku filozofię. W 1983 roku obronił pracę doktorską Zagadnienia powieści dyskursywnej, która była pracą z pogranicza  filozofii fenomenologicznej i teorii powieści. Przez kolejnych dziesięć lat, zarówno pod względem naukowym, jak i dydaktycznym, zajmował się „czystą” filozofią, a ściślej fenomenologią. Efektem tych prac była rozprawa habilitacyjna Nowa fenomenologia sensu (1994). W latach 1994–2004 prowadził w Katedrze Mediów i Kultury Audiowizualnej Uniwersytetu Łódzkiego badania nad podstawami sztuk audiowizualnych. W 2004 roku uzyskał tytuł profesora nauk humanistycznych i został zatrudniony w Instytucie Filozofii, Socjologii i Psychologii Akademii im. Jana Długosza w Częstochowie. W 2017 r. przeszedł na emeryturę.
Przez wiele lat realizował i rozwijał projekt spotkań poświęcony filozofii autorskiej, w ramach którego rozwijał zagadnienie „refleksografii”. Był także autorem wielu rozpraw i artykułów naukowych z zakresu fenomenologii, jak również estetyki filmu i nowych mediów.

## Publikacje

### Monografie
- Dyskurs w narracji fikcjonalnej (Wrocław 1988)
- Nowa fenomenologia sensu (Częstochowa 1994)
- Strategiczna dezorientacja (Warszawa 1998)
- Film i nie tylko (Kraków 2003)
- Fenomenologia jako refleksografia (Kraków 2007)
- Filozofowanie i dyskurs intelektualny w perspektywie fenomenologicznej refleksografii (Kraków 2010)

### Prace pod redakcją naukową
- Studia z filozofii filmu (Kraków 2000)
- W stronę filozofii autorskiej: Kolokwia Filozoficzne I (Kraków 2009)
- Filozofia autorska‑propozycje: Kolokwia Filozoficzne II (Kraków 2011)